# Kang Ok-sun
Pour les articles homonymes, voir Kang.
Kang Ok-sun (hangeul : 강옥순 ; RR : Gang Oksun ; MR : Kang Oksun), née le 14 avril 1946, est une ancienne joueuse nord-coréenne de volley-ball.
Elle est médaillée de bronze aux Jeux de 1972.

## Carrière
Kang est médaillée de bronze lors des Jeux olympiques d'été de 1972 ainsi qu'aux Mondiaux de 1970.

## Palmarès

### En équipe nationale
- Jeux olympiques
  -  1972 à Munich.